# Махараштра
Махараштра (маратхи: महाराष्ट्र) је савезна држава Индије са површином од 307.713 km² и 112.372.972 становника (2011). Густина становништва је 370 стан./km². Друга је по становништву, а трећа по површини савезна држава у Индији. Највећи индијски град Мумбај је главни град Махараштре.

## Историја
У Махараштри је најпре настало царство Марата 1674, које је 1760. обухватало трећину индијског потконтинента.
Доласком Британске источноиндијске компаније је дошло до колонизације и ратова између царства Марата и Енглеза између 1777. и 1818, а царство Марата је пропало 1818. године. Велика Британија је владала из Бомбаја. Многобројне државе у Марати задржале су локалну аутономију и владаре, али су признавале британски суверенитет. Током двадесетог века започела је ненасилна борба против колонијалне управе. Ненасилну борбу је најпре предводио Бал Гангадар Тилак, а касније Махатма Ганди. Индија је стекла независност 1947, па је дошло до великих реорганизација територија и администрације. Махараштра је као држава настала 1960, кад се бомбајска држава разделила на Махараштру и Гуџарат.

## Географија
Западни Гати представљају брдовито подручје паралелно са обалом просечне висине од 1.200 метара. Западно се налази Конкан обална низија, која је широка 50 до 80 km. Источно од Гата простире се висораван Декан. Западни Гати представљају подручје где извиру многе реке које теку на југ Индије.
Западни Гати представљају извор неколико великих река Махараштре. Истичу се река Годавари и река Кришна. Реке теку источно према Бенгалском заливу и натапају већину централне и источне Махараштре. Многе мање реке теку према Арапском мору. Реке Тапти и Нармада теку западно и натапају већину северне Махараштре и припадају сливу Арапског мора.

## Економија
Повољна економска политика седамдесетих створила је од Махараштре водећу индијску индустријску државу. Поред Мумбаја западна Махараштра је развијена па доминира политиком и бирократијом државе. Махараштра доприноси са 13% укупној индустрији Индије. Мумбај као главни град представља главни банкарски и финансијски центар. Боливуд је главни центар индијске филмске индустрије и налази се у Мумбају. После успеха са информационим технологијама у суседним индијским државама Махараштра је основала софтверске паркове у Мумбају, Насику, Нагпуру и Пунеу. Махараштра је прва у Индији по производњи електричне енергије из нуклеарних електрана. Мумбај представља највећу луку на Арапском мору и на индијском полуострву.

## Демографија
Махараштра представља другу индијску државу по броју становника. Има 112.372.972 становника. Само 11 земаља света има више становника од Махараштре. Градско становништво чини 42,4% укупног становништва. Службени језик је марати, којим говори већина становништва. Ипак у Мумбају, као космополитском граду говори се и хинду, гуџарати и енглески. Већинска религија је хинду са 80,2% присталица, а муслимани чине 10,2%, будисти 6%, а џаинисти и хришћани по 1%.

### Највећи градови
(Према попису из 2001)
| Град             | Становника |
| ---------------- | ---------- |
| Мумбај           | 11.914.398 |
| Пуна             | 2.540.069  |
| Нагпур           | 2.051.320  |
| Тане             | 1.261.517  |
| Калјан-Домбивали | 1.193.266  |
| Насик            | 1.076.967  |
| Пимпри-Чинчвад   | 1.006.417  |
| Солапур          | 873.037    |
| Аурантабад       | 872.667    |
| Нави Мумбај      | 703.947    |
| Биванди          | 598.703    |